# Cemitério Nossa Senhora do Desterro
O Cemitério Nossa Senhora do Desterro é a mais antiga necrópole em funcionamento no município brasileiro de Jundiaí do estado de São Paulo, e uma das mais antigas do interior do estado. Localizado no bairro do Centro, onde estão sepultadas mais de 100 mil pessoas dentre as mais de 10 mil sepulturas em estilo tradicional que ocupam suas 48 quadras dispostas em área de 82 mil metros quadrados.
Fachada do Cemitério Nossa Senhora do Desterro

## História

### Antecedentes
Desde o início do povoamento de Jundiaí, por volta de 1615, as covas eram abertas nas ruas centrais, ao redor do então cruzeiro da Catedral Nossa Senhora do Desterro (fundada em 1651) e depois no entorno do Mosteiro São Bento (fundado em 1668), nesta época havia uma divisão de onde eram enterrados os falecidos: escravos eram enterrados no Centro, índios no Jardim Samambaia aos pés da Serra do Japi, e os acometidos de varíola chamados de bexiguentos no Anhangabaú, leprosos perto da Ponte de Campinas. Por questões de saúde pública e higiene implantadas pela política sanitarista, em 1854 foi promulgada uma lei no Rio de Janeiro abolindo os enterros nas igrejas. Assim, em 1867 o cemitério foi transferido para a Praça Doutor Domingos Anastásio, no Largo São José, antigo cemitério da parte administrativa da igreja, chamada anteriormente de fábrica.

### Fundação
Em 1868, foi construído o cemitério municipal, Nossa Senhora do Desterro, na Rua Leonardo Cavalcanti, ampliado posteriormente para a Avenida Henrique Andrés, inicialmente os enterros eram feitos em covas e não sepulturas. Sua antiga entrada – cujo portão foi mantido, localizado em frente à Rua Campos Sales – foi modernizada em 1941, durante a gestão do prefeito Manoel Annibal Marcondes, quando o cemitério foi ampliado e ganhou uma alameda principal e a Capela, inaugurada em 26 de outubro daquele ano, com uma missa celebrada pelo então pároco da Catedral, Monsenhor Arthur Ricci. O primeiro livro de registros do cemitério data o enterro de Carolina do Espírito Santo em 14 de janeiro de 1891. Antes disso, personalidades da história dos séculos XVIII e XIX, como a família Real, foram enterrados ali com datas de 1870 e 1888. Assim, ruas como a Barão de Jundiaí, a Rosário, as proximidades do Largo São Bento e ruas inteiras da Vila Municipal estão hoje sobre ossadas.

### Atualmente
Em agosto de 2018 foi iniciado o projeto chamado de "Sepulturas que contam histórias", de identificação com placas de QR Code os jazigos onde estão os restos mortais de personalidades que contribuíram para a história da cidade, para preservar a história e ampliar a visitação das sepulturas. Existe um outro projeto, em andamento que tem com objetivo o de mapear todas as quadras do cemitério para desenvolvimento de um sistema de geolocalização do controle de perpétuas. O mapeamento é feito por meio de um drone e depois é catalogado, através de imagens, esse projeto visa facilitar a localização dos jazigos dentro das quadras. Um projeto de visitação chamado de "Memórias Póstumas da Cidade", tem como objetivo de formar um grupo e serem apresentados por um guia abordando aspectos arquitetônicos e históricos do cemitério e do crescimento da cidade, atraindo os cidadãos a conhecer mais sobre as personalidades jundiaienses enterradas no local.
Atualmente, existem 4 cemitérios na cidade: Cemitério Municipal Nossa Senhora do Desterro, Cemitério Parque dos Ipês, Cemitério Montenegro e Cemitério Parque da Paz.

## Personalidades sepultadas

### Prefeitos de Jundiaí
- Manoel Annibal Marcondes - (1903-1943), farmacêutico e político brasileiro, foi prefeito de Jundiaí (1938 a 1943).
- Vasco Antonio Venchiarutti - (1920-1980), arquiteto e político brasileiro, foi prefeito de Jundiaí (1948-1951 e 1956-1959).
- Omair Zomignani - (1926-2016),  político brasileiro, foi prefeito de Jundiaí (1960 a 1963).

### Personalidades Urbanas
- Dr. Domingos Anastasio - (1875-1938), medico italiano, visitava a casa dos pacientes e não cobrava nada para atender os pobres.[9]
- Leonardo Cavalcanti - (1892-1925), engenheiro brasileiro, teve uma morte trágica e integrou a equipe do engenheiro Monlevade.[9]
- José Feliciano de Oliveira - (1868-1962), professor e astrônomo brasileiro, membro-fundador da academia paulista de letras.

### Membros da nobreza do Império do Brasil
- Antônio de Queirós Teles, barão de Jundiaí - (1789-1870) proprietário rural brasileiro, barão de Jundiaí.[9]
- Joaquim Benedito de Queirós Teles - (1819-1888) proprietário rural brasileiro, filho do barão de Jundiaí.
- Antônio de Queirós Teles, conde de Parnaíba - (1831-1888) proprietário rural brasileiro, filho do barão de Jundiaí.[9]
- Ana Joaquina do Prado Fonseca- (1821-1906) proprietária rural brasileiro, filha do barão de Jundiaí.